# Manolito y su Trabuco
Manolito y su Trabuco is een salsa- en timba -groep uit Camaguey en Havana in Cuba. De groep is vernoemd naar pianist Manolito Simonet, die de groep oprichtte. Een trabuco, een Donderbus is een wapen dat gebruikt werd in de tijd van de Cubaanse Onafhankelijkheidsoorlog van 1895. Figuurlijk verwijst het naar alles wat krachtig of sterk is (Vaughan 2012: Kindle 345).

## Geschiedenis
Na meer dan zes jaar als muzikaal leider van Maravilla de Florida te hebben gewerkt, vertrekt Manolito Simonet. Ook de meeste andere bandleden stappen op. Met toevoeging van een kickdrum, een synthesizer en een blazerssectie beginnen ze timba te spelen, onder de bandnaam Manolito y su  Trabuco. 
Bembe Records, in de Verenigde Staten, brengt in 1996 Manolito's eerste cd Directo al corazón uit in Noord-Amerika. De cd was de eerste in de serie "Salsa cubana". Met die serie probeerde Bembe de nieuwe Cubaanse populaire muziek als salsa op de markt te brengen. Maar timba is nooit echt aangeslagen. Tijdens het hoogtepunt van de populariteit van timba, brengt de Buena Vista Social Club zijn eerste cd uit. Door het internationale succes van die plaat wordt oudere Cubaanse muziek behoorlijk populair. Maar het is niet duidelijk of het succes van de Buena Vista Social Club ook effect heeft gehad op de verkoop van timba-platen. Door de arrangementen van de band is het ze duidelijk gelukt een cross-over te maken naar salsa, iets dat maar weinig timba-bands is gelukt. Manolito's opvallend creatief gebruik van meerdere contrapuntische moñas (hoorn guajeos ) is een zeldzaamheid in timba, maar gebruikelijk in salsa.
Enkele van de beste zangers van die tijd maakten onderdeel uit van de band, onder meer Rosendo "El Gallo" Díaz, Sixto "El Indio" Llorente en Carlos Kalunga. Op opnames van de band uit de jaren negentig zijn een van de meest gerenommeerde synthesizerspelers, Osiris Martínez, en productieve componist, zanger Ricardo Amaray (Fernández Macía) te horen. El Trabuco is een van de grootste timba-bands, een 'super-charangón', zoals het wordt genoemd. In de bezetting zijn te horen viool, cello, twee trompetten, twee trombones, fluit en synthesizer, evenals de standaard piano, bas, drums, conga's en guiro. De grootste hits van de band zijn het resultaat van Amaray's R&B-invloeden, gefilterd door Simonet's sterke Cubaans esthetische en arrangerende vaardigheden. Zoals ook Issac Delgado deed, maakte Manolito cd's waarop de agressieve hardcore timba zoals hij die speelde tijdens concerten, vermengd wordt met verschillende andere stijlen. Dat was bedoeld om buitenlandse kopers aan te spreken. Zo heeft hij cumbias opgenomen om zich te richten op Mexicaans en Zuid-Amerikaans publiek. 

## Discografie
- (1995) Directo al corazón.
- (1996) Contra todos los prognósticos.
- Concierto Eurotropical.
- (1998) Marcando La Distancia.
- (2000) Para que baile in Cuba.
- (2001) Se rompieron los termómetros.
- (2004) Locos por mi Habana.
- (2007) Hablando en serie.
- (2008) Control..
- (2010) Trabuco una vez más.
- (2013) Sin freno.
- (2015)  No puedo parar.
- (2017) Nueva Estrellas de Areito.
- (2018) A Puro Corazón.
- (2018) La Vida Cambió.
- (2020) Clásicos del Trabuco Vol. 1.'

## Notities
1. ↑  Moore, Kevin (2013: web) "Manolito y su Trabuco" Timba.com.
2. ↑  Moore (2010: v. 5: 22)